# MAW (Hilfsmotor)

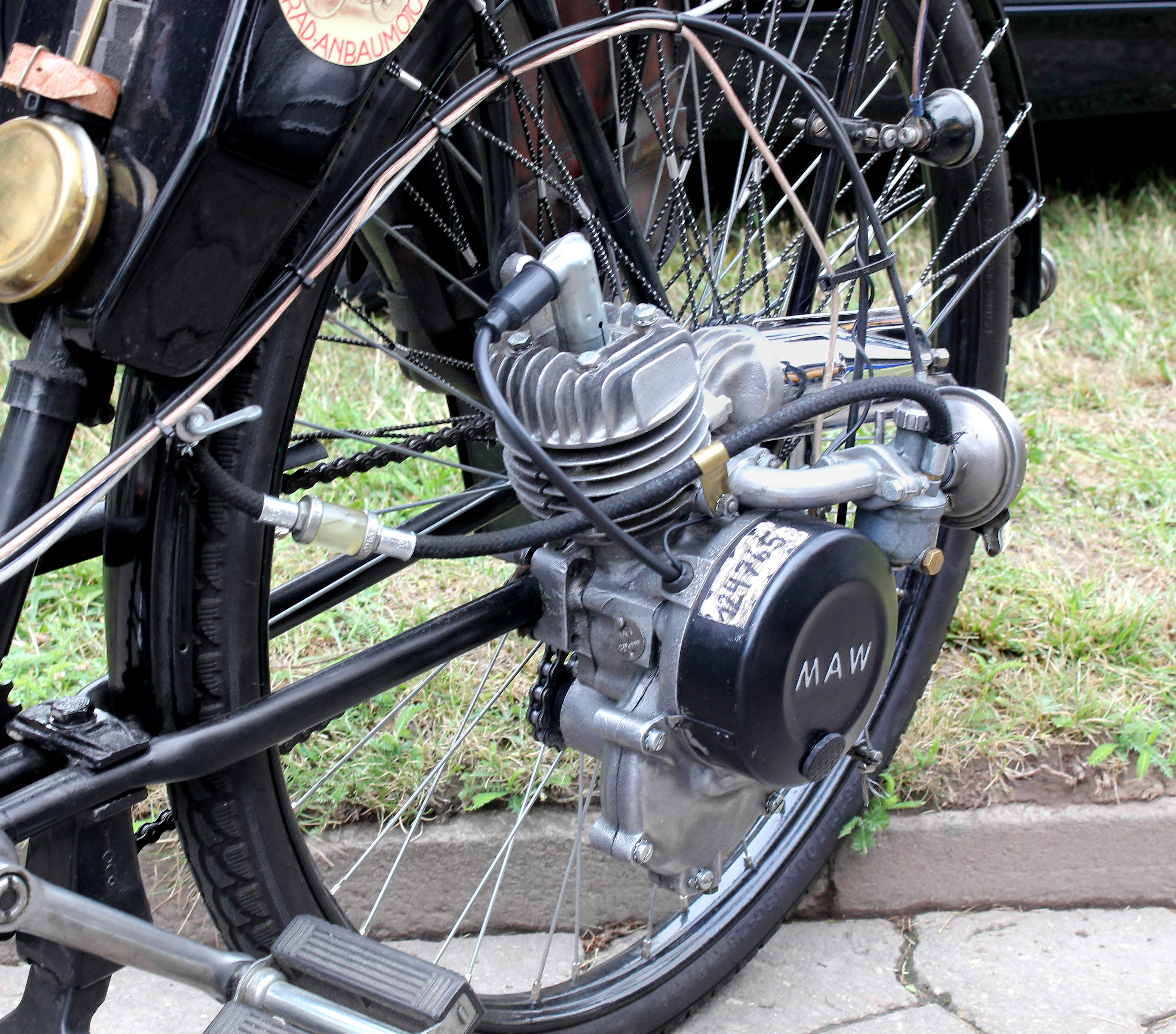
MAW-Motor von 1959

Der MAW-Hilfsmotor ist ein kleiner Zweitaktmotor, der ab 1954 im VEB Messgeräte- und Armaturenwerk „Karl Marx“ produziert wurde. 1960 wurde das Werk mit den ehemaligen Polte-Werken zum VEB Magdeburger Armaturenwerke „Karl Marx“ vereinigt. Bekannt wurden die Hilfsmotoren vor allem als Anbaumotor für Fahrräder. Diese Fahrzeuge wurden Hühnerschreck, Hackenwärmer oder einfach Maff genannt.Der Motor wurde neben der Hinterachse montiert. Der MAW-Hühnerschreck erreicht laut Papieren 35 km/h und ist nach heutigem Recht ein Fahrrad mit Hilfsmotor über 25 km/h, also ein Kleinkraftrad.

## Geschichte
Vergleichsweise spät begann in der DDR die Herstellung von Anbaumotoren für Fahrräder, die sich im Westen zu Beginn der 1950er Jahre verbreiteten. Damals waren Motorräder oder gar PKW unerschwinglich teuer, und so diente der Anbaumotor als eine Art Notbehelf. Die meisten Fahrräder hielten den Beanspruchungen des Motorbetriebs aber nicht dauerhaft stand. Mit Erscheinen der ersten Mopeds im Jahr 1953 war die Zeit der Fahrradhilfsmotoren im Westen vorbei – nicht so in der DDR. Hier kam es erst ab 1954 zur Fertigung von zwei Hilfsmotortypen in Großserie. Neben dem Hilfsmotor von Steppke war das ab September der MAW, der dem von 1950 bis 1953 gebauten Hilfsmotor der AMO Motoren GmbH Berlin-Schöneberg verblüffend ähnlich ist. Allein bis November 1955 wurden 50.000 Motoren verkauft. Das ab 1955 produzierte Moped SR 1 ließ den Absatz des Maffs allerdings trotz einiger Weiterentwicklungen schnell ins Stocken geraten: So wurden 1955 die Leistung von 1,0 auf 1,3 PS erhöht und der Verbrauch bei einer Geschwindigkeit von 25 km/h um 0,2 l auf 1,3 l/100 km gesenkt. In einer zweiten Verbesserungsstufe ab 1957 wurde das Gewicht des Motors auf 6 kg gesenkt und die Anbringung für das Fahrrad schonender ausgeführt. Unter anderem wurde der Auspuff verkürzt, der Zylinder und Zylinderkopf verkleinert, das Dekompressionsventil zum Abschalten des Motors entfernt sowie die Gehäusewand verdünnt. Gleichzeitig wurde der Verkaufspreis von 471 Mark auf 285 Mark gesenkt. Selbst das half wenig. Angesichts der attraktiven Simson-Mopeds bestand kaum noch Interesse am Hilfsmotor für Fahrräder. Zudem wurde in der DDR zum 1. März 1956 für Motorfahrräder und Mopeds im Allgemeinen eine Fahrerlaubnis- und Versicherungspflicht eingeführt, was den Hühnerschreck nicht unbedingt attraktiver gemacht haben dürfte.
Alfred Hammer bot ab 1958 Fahrräder mit vor dem Tretlager montiertem MAW-Motor an. 1959 wurde der Verkauf der Maffs endgültig eingestellt. Die Produktion des Motors lief als Bootsmotor, für Rasenmäher und Krankenfahrstühle noch bis 1964 weiter.

## Fahreigenschaften
Im Vergleich zu anderen Fahrrädern mit Hilfsmotor war das Maff überdurchschnittlich leistungsfähig, vor allem seit der Überarbeitung 1955. Die fahrbare Minimalgeschwindigkeit betrug etwa 15 km/h. Bei 25 km/h bewältigte der Motor bis zu 14 % Steigung ohne Mittreten (bei Verwendung eines 26″-Fahrrads).  Die offiziell ausgewiesenen 35 km/h als Höchstgeschwindigkeit wurden deutlich überschritten, sie betrug je nach Übersetzung 40 bis 50 km/h. Der Kraftstoffverbrauch war vergleichsweise gering, er lag bei einer anspruchsvollen Testfahrt auf den Brocken bei 1,52 l/100 km.  Bei den damaligen Fahrrädern mit angebautem Maff handelte es sich in der Regel um klassische Tourenräder mit stabilem Rahmen und geraden Gabelenden. Diese Fahrräder waren in der Regel nur mit Rücktritt- und Stempelbremse sowie ohne Federung ausgestattet. Für das motorisierte Fahrrad waren einige Zubehörteile erhältlich, darunter verstärkte Speichen und ein Scheinwerfer mit integriertem Tachometer. Der sehr einfach gehaltene Vergaser NKJ 12 erforderte wegen seiner Konstruktion eine andere Bedienung als üblich – nach dem Fluten des Tupfers muss der Gasgriff zum Starten voll aufgedreht werden. Die Lichtspule lieferte oberhalb von etwa 30 km/h Fahrgeschwindigkeit eine zu hohe Spannung, sodass die Glühlampen bei schneller Fahrt mit Licht durchbrannten. Für ein besseres Ansprechen auf niedrige Drehzahlen wurde ein parabolisches Verformen der Düsennadel empfohlen.
Der etwa 170.000-mal gebaute Motor hat noch heute eine kleine Fangemeinde, die Altsubstanz erhält und pflegt sowie regelmäßig Ausfahrten veranstaltet.

## Rechtliches
In der DDR wurden Fahrräder mit Hilfsmotor anfangs als Fahrräder behandelt, 1956 wurden sie in die neu geschaffene Gruppe der „Fahrräder mit Hilfsmotor“ eingegliedert, die eine Höchstgeschwindigkeit von maximal 40 km/h zuließ. Laut Einigungsvertrag werden Fahrräder mit Hilfsmotor im Sinne der Vorschriften der DDR auch in der Bundesrepublik Deutschland als solche anerkannt. Der entsprechende § 18 in der StVZO wurde im Jahr 2007 gestrichen, die Ausnahmeregelung wurde jedoch in die Fahrerlaubnis-Verordnung (FeV) übernommen. In der Praxis bedeutet dies heute, dass ein Maff ein Fahrrad mit Hilfsmotor ist, das jedoch aufgrund seiner offiziellen Höchstgeschwindigkeit von 35 km/h als Kleinkraftrad und nicht als Mofa gilt. 
Ein juristischer Widerspruch besteht derzeit bei der Frage nach der Inbetriebnahme. Laut Fahrzeug-Zulassungsverordnung (FZV) § 4 ist zur Inbetriebnahme eine Betriebserlaubnis erforderlich. Für die MAWs wurde jedoch nie eine Allgemeine Betriebserlaubnis (ABE) ausgestellt. Demzufolge wäre es erforderlich, zur Inbetriebnahme eines MAW eine Einzelgenehmigung zur Betriebserlaubnis einzuholen. Im Widerspruch dazu steht § 76 Punkt 8 der FeV, der klarstellt, dass Fahrräder mit Hilfsmotor gemäß den Verordnungen der DDR auch in der Bundesrepublik Deutschland als Fahrrad mit Hilfsmotor gelten. Zu DDR-Zeiten brauchten Fahrräder mit Hilfsmotor keine ABE. Das Problem betrifft auch alle anderen in der DDR als Fahrrad mit Hilfsmotor eingestuften Fahrzeuge, zum Beispiel das Simson SL1.
Die Unklarheit besteht nicht zuletzt deshalb, weil keine Gerichtsurteile zu dieser Frage bekannt sind. Durch Einholen einer Einzelgenehmigung zur Inbetriebnahme können diese juristischen Probleme vermieden werden.